# Yamaha XV 125 Virago
Die XV 125 Virago (auch: Virago 125, die Modellbezeichnung "XV" ist die deutsche Modellbezeichnung) ist ein Cruiser-Motorrad des japanischen Motorradherstellers Yamaha, welches von 1997 bis 2002 produziert wurde. Die XV 125 Virago hat einen V-Motor und ist, abgesehen von dem kleineren Hubraum, fast baugleich mit der Yamaha XV 250 Virago. Bei der XV 250 wird – als weiterer Unterschied zur XV 125 – das Hinterrad von einem Zentralfederbein gefedert.

## Technik
Die Virago 125 ist mit einem luftgekühlten Zweizylinder Viertakt-Motor ausgestattet, der zu Anfang eine Leistung von 7,3 kW/10 PS (1997) und später eine Leistung von 8,3 kW/11,4 PS (1998–2002) entwickelte. Beide Zylinder werden von einem Mikuni-Vergaser (Typ 26/1) mit dem Benzin-Luft-Gemisch versorgt. Der Zylinderwinkel beträgt 60 Grad. Die Kraft wird durch ein Kettengetriebe (Rollenkette) mit fünf Gängen auf das Hinterrad übertragen. Am Vorderrad verzögert eine Scheibenbremse mit einem Durchmesser von 282 mm, am Hinterrad ist eine Trommelbremse mit einem Durchmesser von 140 mm montiert. Vorne federt eine Teleskopgabel, der Federweg beträgt 140 mm. Das Hinterrad wird von einer Schwinge mit 2 Federbeinen geführt und gefedert; hier beträgt der Federweg 100 mm.

## Weitere Daten
Mit einer niedrigen Sitzhöhe von 690 mm ist das Motorrad auch für kleinere Fahrer geeignet. Der Tank fasst 9,5 Liter Kraftstoff. Die Höchstgeschwindigkeit wird mit 93 km/h angegeben.